# Акрециона призма
Акрециона призма се формира од седимената, који се процесом акреције додају не-субдукујућој плочи на конвергентној граници тектонских плоча. Највећи део материјала акреционе призме изграђен је од маринских седимената, који су откинути од субдукујућег дела океанске коре, али у неким случајевима могу садржати и ерозионе продукте вулканских острвских лукова, који се налазе на не-субдукујућој плочи.

## Материјал акреционе призме
Акреционе призме и акретовани терани нису идентични тектонским плочама, али су за њих везани, и спајају се са тектонским плочама у процесу тектонске колизије. Материјал који се налази у акреционим призмама, састоји се од:
- Базалта океанског дна - обично су то подморски гребени, откинути у процесу субдукције;
- Пелашких седимената - налазе се одмах преко океанске коре субдукујуће плоче;
- Седимената тектонског рова - обично турбидита;
- Океанских, вулканских острвских лукова;
- Континенталних вулканских лукова;
- Материјала који је до тектонског рова дошао гравитационим кретањима или токовима дробине са континената (олистостроме).